# Monotaxis macrophylla
Monotaxis macrophylla är en törelväxtart som beskrevs av George Bentham. Monotaxis macrophylla ingår i släktet Monotaxis och familjen törelväxter. Inga underarter finns listade i Catalogue of Life.